# Dryopteris macrochlamys
Dryopteris macrochlamys är en träjonväxtart som först beskrevs av Fée, och fick sitt nu gällande namn av Fraser-jenk. Dryopteris macrochlamys ingår i släktet Dryopteris och familjen Dryopteridaceae. Inga underarter finns listade.